# Numismatisch Informatie Systeem
In het Numismatisch Informatie Systeem (NUMIS) zijn meer dan 275.000 numismatische voorwerpen (munten, penningen, muntgewichten en dergelijke) beschreven die in Nederland zijn gevonden. Deze database is een belangrijk hulpmiddel voor historisch, economisch en archeologisch onderzoek. 
Sinds het sluiten van het Geldmuseum is NUMIS in beheer van De Nederlandsche Bank. De database is toegankelijk via de website van DNB. Ook vondsten melden kan via de website van De Nederlandsche Bank. 